# Manhunt (miniserie televisiva)
Manhunt è una miniserie televisiva statunitense del 2024 ideata da Monica Beletsky, tratta dal libro Manhunt: The 12-Day Chase for Lincoln's Killer di James L. Swanson e distribuita su Apple TV+.

## Trama
Dopo aver commesso l'assassinio di Abraham Lincoln, John Wilkes Booth si dà alla fuga ed Edwin Stanton, Segretario alla Guerra degli Stati Uniti d'America e intimo amico del presidente ucciso, organizza una massiccia caccia all'uomo per trovarlo.

## Episodi
| Stagione       | Episodi | Prima TV originale | Prima TV Italia |
| -------------- | ------- | ------------------ | --------------- |
| Prima stagione | 7       | 2024               | 2024            |

Episodio 1 "Pilota"
La sera del 14 aprile 1865, al Ford’s Theatre di Washington, Abraham Lincoln e sua moglie Mary Todd assistono a una rappresentazione teatrale, ignari della tragedia imminente. John Wilkes Booth, un attore famoso ma profondamente radicalizzato e simpatizzante confederato, si prepara meticolosamente al suo atto. Booth entra nel palco presidenziale e spara un colpo fatale in testa a Lincoln, buttandosi sul palco e urlando “Sic semper tyrannis” prima di fuggire.
Lincoln viene trasportato in una pensione vicina, dove morirà poche ore dopo. Intanto, Booth, ferito alla gamba durante la fuga, cerca aiuto. La narrazione si sposta anche su Edwin Stanton, il segretario alla Guerra, che assume il controllo delle indagini. Stanton impone il coprifuoco a Washington e organizza una squadra per dare la caccia agli assassini.
Emergono dettagli del complotto: i complici di Booth, Lewis Powell e David Herold, tentano di uccidere il segretario di Stato William Seward. Powell, ferito e con una pistola inceppata, riesce a ferire gravemente Seward ma non a portare a termine l’omicidio. Herold, spaventato, fugge.
Booth, insieme a David Herold, trova rifugio nella casa del Dr. Samuel Mudd, che gli cura la gamba. Il loro percorso di fuga evidenzia il sostegno ancora presente per la causa confederata, ma anche le difficoltà di nascondersi in un paese lacerato dalla guerra. Infine,  Stanton che dichiara Lincoln martire della nazione, promettendo giustizia.
Episodio 2 "Post mortem"
Booth e Herold continuano la fuga verso il Sud, contando sull’aiuto di simpatizzanti confederati.
Intanto, il team investigativo di Stanton intensifica le ricerche.
Powell viene arrestato, mentre Booth, accompagnato da Herold, prosegue la sua fuga verso il Sud. I sospetti si concentrano su chi abbia aiutato Booth; tra questi, emergono i membri della famiglia Surratt, inclusa Mary Surratt, proprietaria della pensione dove i cospiratori si riunivano.
Booth, isolato e sempre più paranoico, si rifugia presso il Dr. Mudd. Stanton prosegue le indagini, mentre flashback esplorano le motivazioni personali e politiche di Booth. Nel frattempo, la relazione tra Booth e Herold si deteriora a causa della crescente paranoia del primo. Booth, ancora convinto di essere celebrato come un liberatore, inizia a rendersi conto che il pubblico lo considera un traditore.
La figura di Mary Simms, una giovane donna di colore recentemente emancipata, introduce una prospettiva sulle tensioni razziali dell’epoca. Simms si trova in una posizione difficile, poiché lavora per la famiglia Mudd, medico che ha curato la gamba rotta di Booth, rotta a seguito dell'attentato, e quindi sospettato di essere un suo complice.
Intanto si intensifica  la tensione sociale, mentre gli inseguitori si avvicinano sempre di più al rifugio di Booth.
Episodio 3 "Lascia che le pecore fuggano"
La caccia a John Wilkes Booth si intensifica su più fronti. Booth e David Herold, guidati da Oswell Swann, raggiungono Rich Hill, la casa del simpatizzante confederato Samuel Cox. Cox offre loro assistenza mettendoli in contatto con “River Ghost” (Thomas Jones), un contatto che potrebbe aiutarli a attraversare il fiume Potomac. Tuttavia, Jones li informa che il momento non è propizio per il passaggio. 
Nel frattempo, il segretario alla Guerra, Edwin Stanton, affronta gravi problemi di salute legati all’asma, ma continua a dedicarsi intensamente alle indagini. Le sue condizioni fisiche peggiorano, ma rifiuta di seguire i consigli medici e le raccomandazioni della moglie di riposare. Le sue tensioni con il presidente Andrew Johnson aumentano, poiché Johnson sembra tornare sulle sue promesse di punire il Sud e i suoi leader. 
A Richmond, il maggiore Thomas Eckert, assistito da membri dell’United States Colored Troops (USCT), esamina i resti degli uffici confederati, scoprendo un cilindro cifrato. Con la frase chiave convenientemente attaccata sul fondo, Eckert riesce a decifrare il messaggio trovato alla Surratt Tavern. Il telegramma, proveniente dall’“Ufficio di Jefferson Davis”, indirizzato a John Surratt, recita: “Vieni Retribution”. 
Nel frattempo, l’agente di Lafayette Baker in Canada, Sandford Conover, è alla ricerca di Surratt, il cospiratore scomparso. Conover riceve un indizio sulla posizione di Surratt a Montreal da un operatore confederato ben collegato, George Sanders. Una volta che Stanton riesce a risolvere l’indizio, Conover entra in contatto con Surratt, che si nasconde sotto le vesti di un prete. Conover tenta di arrestare Surratt, ma quest’ultimo lo sopraffà, legandolo e lasciandolo per essere trovato da Stanton. Surratt riesce a fuggire dal Canada, lasciando Stanton senza il principale indizio sulla posizione di Booth. 
Dopo aver appreso che la nave di Surratt è stata organizzata dall'agente confederato George Sanders, Stanton e Baker iniziano a sospettare che Sanders possa essere il mandante dell’assassinio di Lincoln. Nelle scene finali, Sanders discute minacciosamente con un gruppo di sostenitori confederati sulla seconda opportunità che Booth ha offerto loro e sulla possibilità di riprendere il commercio degli schiavi. Queste discussioni sono affiancate dalla scena in cui Mary Simms riceve un atto di proprietà dal Dipartimento della Guerra, concedendole un proprio appezzamento di terra nella contea di Charles, nel Maryland.  
Episodio 4 "La linea segreta"
Edwin Stanton e il detective Lafayette C. Baker intensificano le indagini, concentrandosi sui legami tra i più influenti trader di Wall Street a Manhattan, la Confederazione e John Wilkes Booth.  
Durante le investigazioni, emerge che George Sanders ha ottenuto un contratto governativo per fornire uniformi al Dipartimento della Guerra. Una delle prime spedizioni di queste uniformi viene consegnata a una squadra di sicurezza che accompagna la famiglia presidenziale durante il percorso del treno funebre. Poco dopo aver ricevuto le uniformi, i membri della squadra si ammalano di vaiolo, suggerendo che le uniformi fossero contaminate. 
Stanton cerca un accordo con Sanders, offrendogli dei benefici economici legati al commercio di uniformi per le truppe in cambio di informazioni in merito al nascondiglio di John Wilkes Booth e della mappa di agenti confederati che lo stanno aiutando nella fuga. Sanders rifiuta qualsiasi accordo, negando di conoscere la posizione di Booth. Inoltre, Sanders sottolinea che il suo obiettivo principale è garantire che il paese rimanga sotto il controllo dei bianchi, opponendosi alle politiche di Ricostruzione di Stanton. La tensione tra i due uomini culmina quando Sanders minaccia Stanton con una pistola, vantandosi di poterlo uccidere impunemente. Stanton allora incastra Sanders per farlo arrestare, facendo credere di essere stato sparato da quest'ultimo, e lo fa accusare di sabotaggio e complotti domestici. 
Nel frattempo, Sanders riesce a recuperare il carico di uniformi contaminate inviate da Sanders e, tramite i documenti di trasporto, recupera la lista di nomi dei vari fornitori delle uniformi. Sanders crede che tale lista indichi gli agenti confederati in combutta con Booth e si rimette sulle sue tracce. 
Parallelamente, John Wilkes Booth affronta tensioni personali, culminando in un confronto con suo fratello, Edwin Booth, anch’egli attore di fama. Questo incontro evidenzia le profonde divisioni familiari e le conseguenze delle azioni di John sulla reputazione della famiglia. Nel frattempo, Booth continua nella sua fuga verso la Virginia insieme a Herold con l'aiuto degli agenti confederati. 
Intanto, Mary Simms lascia la casa del dottor Mudd ed inizia ad insegnare ai giovani neri nella terra che ha ricevuto dal Dipartimento della Guerra, contribuendo agli sforzi di Ricostruzione e al cambiamento sociale dell’epoca. 
L’episodio esplora le complesse dinamiche politiche e personali dell’epoca, evidenziando le sfide affrontate da Stanton nel perseguire la giustizia e le ripercussioni delle azioni di Booth sulla sua famiglia e sulla nazione. 
Episodio 5 "Un uomo del destino"
Il presidente Johnson, dopo un confronto con i confederati, ritratta le concessioni terriere per i liberti neri che erano state promesse tre mesi prima dell’assassinio di Lincoln dal generale William Tecumseh Sherman.
Il segretario alla guerra Edwin Stanton cerca invano di convincere il presidente Johnson a concedere le terre promesse ai liberti per offrire loro un mezzo di integrazione nella società dopo la guerra civile e favorire la Ricostruzione.
Booth e Herold, intanto, proseguono la loro fuga attraverso la Virginia, aiutati da sostenitori confederati che li assistono nel tentativo di eludere le truppe dell’Unione. Nonostante le difficoltà, continuano a muoversi verso sud, mantenendo la speranza di evitare la cattura.
Nel frattempo, Mary Simms, che aveva ricevuto un appezzamento di terra come parte delle iniziative di Ricostruzione, viene informata che gli atti delle concessioni terriere sono stati revocati dal governo. Decide quindi di chiedere di tornare a lavorare nella casa del dottor Mudd, che la punisce fisicamente per essere scappata.
Nel frattempo, Stanton perquisisce nuovamente la casa del dottor Mudd e trova uno stivale di Booth, che aveva lasciato quando era stato curato alla gamba a seguito dell'assassinio di Lincoln. Il dottor Mudd nega di aver mai conosciuto Booth in precedenza e di sapere che era lui l'assassino di Lincoln. Tuttavia, Stanton non gli crede e decide di far arrestare il dottor Mudd, accusandolo di aver aiutato Booth subito dopo l’assassinio pur sapendo esattamente chi fosse. Mary Simms, che conferma a Stanton che le sue ipotesi sulla complicità del dottor Mudd sono corrette, viene aiutata da Stanton, il quale invia lei e suo fratello in un rifugio protetto.
Stanton riesce a identificare alcuni veterani confederati che hanno incontrato Booth e Herold durante la loro fuga. Un traghettatore ammette che Booth e Herold si sono uniti ai veterani confederati durante il loro tragitto e fornisce a Stanton informazioni sul loro nascondiglio nella Virgina rurale. Tuttavia, Stanton, debilitato dal suo attacco d’asma, non è in grado di unirsi ai soldati dell’Unione diretti verso Booth e Herold.
Episodio 6 "Inutile"
La proprietaria della fattoria dei Garrett in cui si sono rifugiati Booth e Herold li nasconde nel fienile per la notte. Le forze dell’Unione li localizzano e danno fuoco al fienile. Herold decide di arrendersi ed esce dal fienile, mentre Booth decide di non arrendersi e dice ai soldati che solamente lui ha eseguito l'assassinio di Lincoln e di aver pianificato la fuga. Herold viene convinto dai soldati a tornare nel fienile in fiamme per convincere Booth ad arrendersi prima di morire nel fienile in fiamme. Tuttavia, nonostante l'ordine di catturare Booth vivo, un soldato gli spara mortalmente mentre sta uscendo per arrendersi, dichiarando che era stato Booth a minacciarlo con una pistola.
Quando il Segretario alla Guerra Edwin Stanton arriva sul posto, trova solo i resti fumanti del fienile e il corpo senza vita di Booth. Stanton ordina di buttare il corpo di Booth in acqua in un luogo segreto per evitare che i confederati possano omaggiare il cadavere o la lapide dell'assassino di Lincoln, dopo che il medico legale avrà certificato la morte di Booth per evitare speculazioni sulla reale morte di quest'ultimo. Herold viene invece inviato a Washington per affrontare il processo.
Dopo la morte di Booth, Stanton si concentra sul processo dei cospiratori coinvolti nell’assassinio di Lincoln. È determinato a garantire che la giustizia sia fatta rapidamente e a preservare l’eredità di Lincoln durante il periodo di Ricostruzione. Viene deciso di far giudicare i cospiratori da un tribunale militare, in quanto l'uccisione di un Presidente è da considerarsi un atto di guerra. 
Stanton informa il presidente Johnson di voler accusare Jefferson Davis (Presidente degli Stati Confederati d'America) di essere il mandante dell'assassinio di Lincoln, pianificata insieme a Sanders, Surratt e Booth. 
I soldati dell'Unione riescono a catturare Davis, che nel frattempo era fuggito e Stanton dà indicazioni di informare la stampa che Davis verrà accusato di aver tramato per l'assassinio di Lincoln. 
Stanton visita un accampamento di liberti in Virginia, dove incontra Mary Simms e le chiede di testimoniare nel processo contro i cospiratori. 
Infine, Stanton decide di rimuovere e bruciare alcune pagine del diario di Booth, considerate compromettenti o potenzialmente controverse, prima che il diario venga reso pubblico. 
Episodio 7 "Atto finale"
Il processo ai cospiratori culmina con la condanna degli stessi, mentre non arriva la condanna per Jefferson Davis per via di cavilli giudiziari e insufficienza di prove. 
Il Presidente Andrew Johnson decide di sostituire Stanton come Segretario alla Guerra per ostacolare le politiche di quest'ultimo in merito alla Ricostruzione.
Con un flashback, viene mostrato Stanton che rassegna le proprie dimissioni a Lincoln per potersi dedicare alla famiglia una volta vinta la guerra civile, ma il Presidente le rifiuta in quanto lo ritiene fondamentale per la Ricostruzione.
Prima di lasciare il suo ruolo di Segretario alla Guerra, Stanton si barrica nel suo ufficio nel Dipartimento della Guerra per 3 mesi, mentre Johnson diventa il primo Presidente degli Stati Uniti ad essere incriminato. Il Presidente non viene rimosso dal suo incarico per un voto ma perde il suo secondo mandato.
Negli anni successivi, vengono emessi 3 emendamenti che favoriscono la Ricostruzione voluta da Lincoln.
Quattro anni dopo l'assassinio di Lincoln, Stanton viene nominato giudice della Corte Suprema ma muore prima di riuscire a prendere servizio.

## Produzione
Nel gennaio 2022 è stato annunciato che il libro Manhunt di James L. Swanson sarebbe stato adattato in una miniserie televisiva e il mese successivo Anthony Boyle e Lovie Simone si sono uniti al cast.
Le riprese sono iniziate a Savannah nel febbraio 2022. Il Miller Theater di Filadelfia è stato usato per le riprese della scena dell'assassinio di Lincoln al Teatro Ford.

## Distribuzione
Il 15 marzo 2024 i primi due episodi sono stati distribuiti in Italia e negli Stati Uniti su Apple TV+; i restanti cinque episodi sono stati distribuiti con cadenza settimanale fino al 19 aprile dello stesso anno.

## Accoglienza
La miniserie è stata accolta positivamente dalla critica. L'aggregatore di recensioni Rotten Tomatoes riporta una percentuale di gradimento dell'87% basata sul parere di 46 critici.